# Tinissa dohertyi
Tinissa dohertyi är en fjärilsart som beskrevs av Robinson 1976. Tinissa dohertyi ingår i släktet Tinissa och familjen äkta malar. Inga underarter finns listade i Catalogue of Life.